# Felipe Ruiz Puente
Felipe Ruiz Puente y García de la Yedra (El Almiñé, Burgos, actual Castilla y León, 8 de mayo de 1724 – Chiclana de la Frontera de Cádiz, Andalucía, 1779) fue un brigadier designado como primer administrador militar español en las islas Malvinas, una entidad territorial española dependiente de la gobernación de Montevideo. Ocupó dicho cargo entre el 2 de abril de 1767 y el 23 de enero de 1773.

## Primeros años
Nacido en la provincia de Burgos, era hijo de Diego Ruiz Puente y de Rueda Velasco y de su esposa María Josefa García de la Yedra y López de Quevedo. En 1738, ingresó en el Cuerpo General y en 1741 es nombrado alférez de fragata, ascendiendo de grado rápidamente hasta terminar nombrado capitán de navío en 1766.

## Gobernador de las Malvinas
España y Francia habían llegado en 1765 a un acuerdo para el reconocimiento de las Islas como posesión española que incluía una indemnización por gastos realizados a Louis Antoine de Bougainville, el coronel francés que fundó la colonia pesquera y foquera de Port Saint Louis en la isla Soledad.

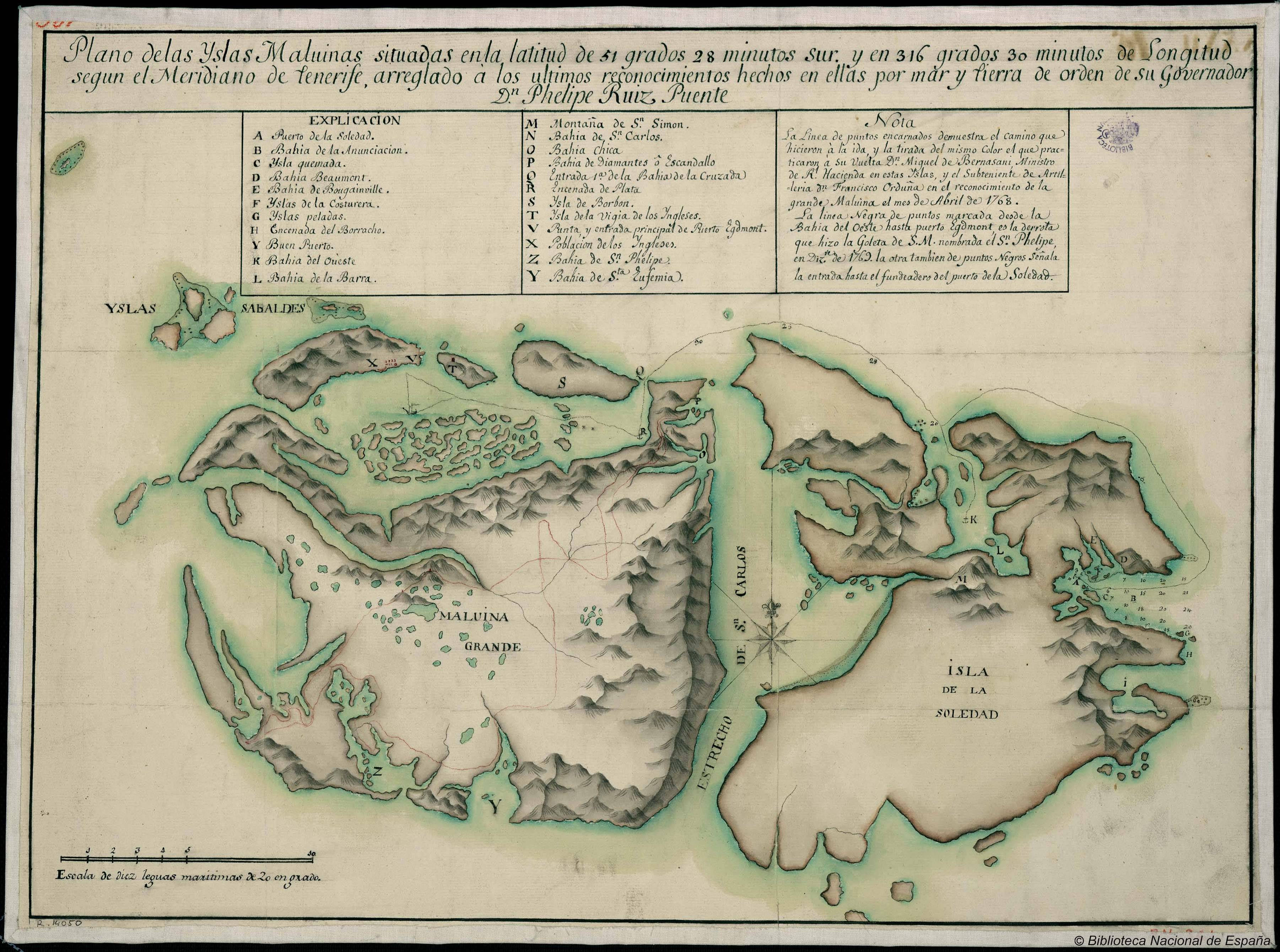
Mapa de las islas Malvinas realizado durante la gobernación de Ruiz Puente en 1768.

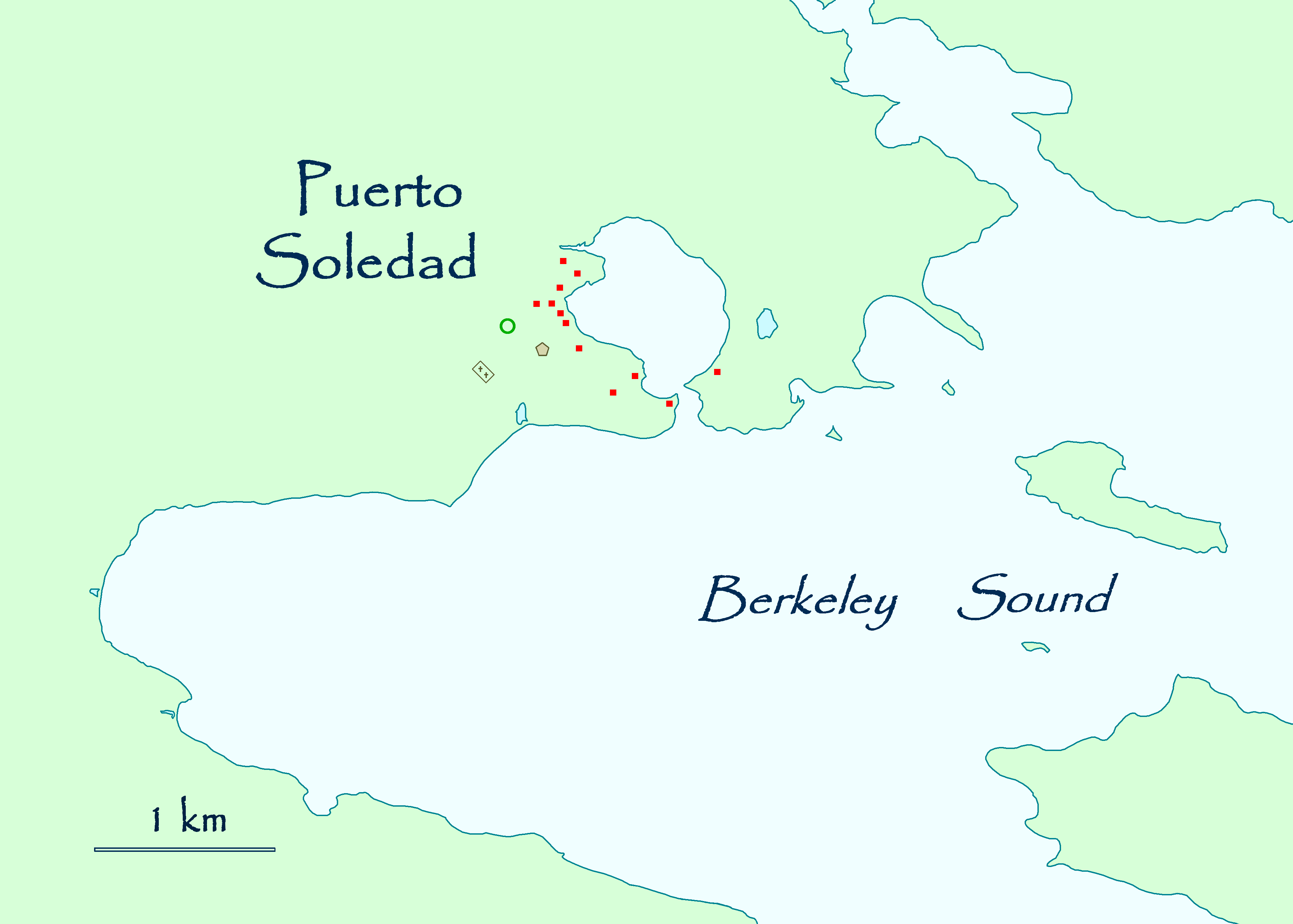
Ubicación de Puerto Soledad y sus alrededores.

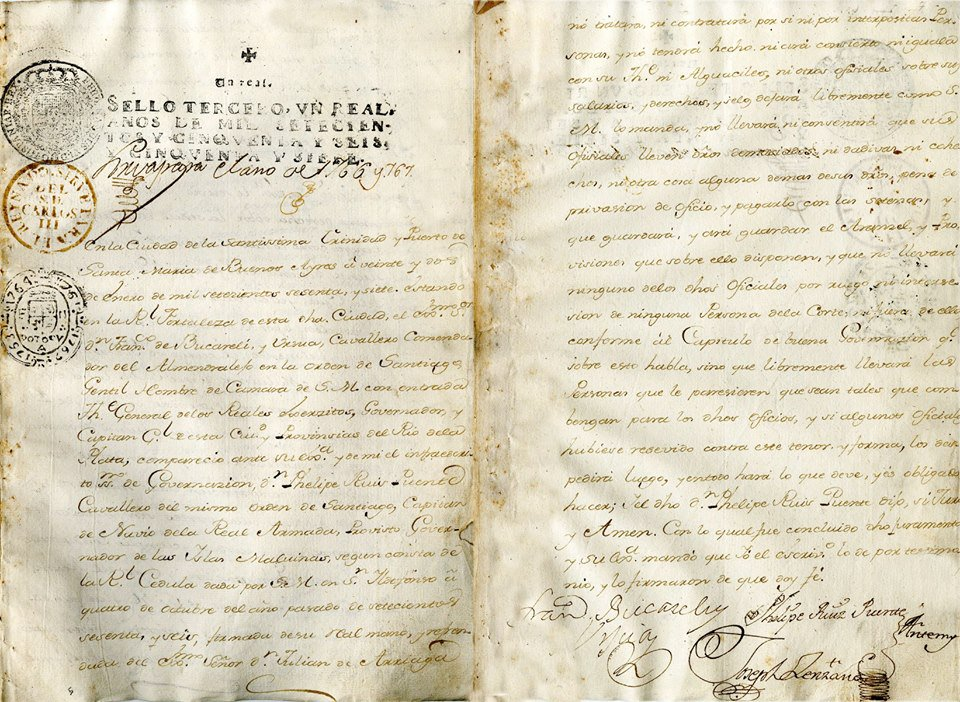
Francisco de Paula Bucarelli comunica la real cédula que ordena que Felipe Ruiz Puente se dirija a las Islas Malvinas en las fragatas Liebre y Esmeralda, a fin de asumir su gobernación (1767).

El 2 de octubre de 1766 el rey Carlos III de España dictó una real cédula por la cual creaba la gobernación de las Islas Malvinas como dependencia del gobernador y capitán general de Buenos Aires, en ese momento Francisco de Paula Bucarelli y Uruzúa, nombrando al capitán de navío Felipe Ruiz Puente como primer gobernador del territorio.
Ruiz Puente viajó a las Islas con las fragatas Liebre y Esmeralda, siendo además acompañado desde Montevideo por la fragata La Boudeuse, con Louis Antoine de Bougainville a bordo, con el objeto de hacer el traspaso formal.
El 2 de abril de 1767, Ruiz Puente tomó posesión de la colonia francesa. La ceremonia tuvo lugar frente a la casa del gobernador, y desde aquí Bougainville zarpó para hacer la primera circunnavegación francesa del mundo. Luego procedió a construir varios edificios comunes como cocinas y cuarteles, y (un año después) una capilla consagrada a Nuestra Señora de la Soledad, nombre que reemplazó al topónimo francés del puerto (Puerto de Nuestra Señora de la Soledad) y derivó finalmente en el de toda la isla. Ruiz Puente también mantuvo una estricta vigilancia en las costas insulares y patagónicas hasta el Cabo de Hornos, y se preocupó de la atención religiosa de los habitantes.
Todos los veranos se realizaba el aprovisionamiento de la colonia con barcos que partían desde el puerto de Montevideo.
El 28 de noviembre de 1769, se produjo en el Estrecho de San Carlos el encuentro de un barco español con uno inglés procedente de Port Egmont, la colonia inglesa de la isla Trinidad fundada por el capitán John Mc Bride en el lugar llamado por Bougainville Poil de la Croisade (Puerto de la Cruzada).
La colonia inglesa fue desalojada por los españoles el 14 de julio de 1770 . Los británicos dejaron una placa de plomo escrita en inglés, que luego fue llevada a Buenos Aires y recuperada por William Beresford en 1806 y luego perdida. La placa decía: 

Sepan todas las naciones, que las Islas Malvinas, con su puerto, los almacenes, desembarcaderos, puertos naturales, habías y caletas a ellas pertenecientes, son de exclusivo derecho y propiedad de su más sagrada majestad Jorge III, rey de Gran Bretaña

Ruíz Puente fue gobernador de las Malvinas hasta el 23 de enero de 1773, fecha en que fue relevado por el capitán de infantería Domingo Chauri del Regimiento Fijo de Buenos Aires.

## Últimos años
En 1773, al dejar las islas y por su actuación en el conflicto con los británicos, el rey lo ascendió al grado de brigadier y le solicitó regresar a España, donde es nombrado Intendente de Marina del Departamento de Cádiz. Allí fue ascendido a jefe de escuadra con honores también por el propio Rey. Felipe casó en Cádiz con Mª Anselma Ruiz Puente y Ontañón, su sobrina, en 1777.  A los 55 años, en 1779, fallece en la localidad Chiclana de la Frontera donde residía.
En la toponimia argentina, la bahía de Ruiz Puente (en inglés denominada Brenton Loch y Grantham Sound), en la costa oeste de la isla Soledad, lleva su nombre.
En el nomenclátor de Montevideo, una calle de la localidad de Pajas Blancas recuerda su nombre. 